# Brehy
Brehy (allemand : Hochstätten bei Königsberg, hongrois : Magasmart) est un village de Slovaquie situé dans la région de Banská Bystrica.

## Histoire
La première mention écrite du village date de 1283.

## Démographie

### Évolution de la population
| Année:               | 1994. | 2004. | 2014.   | 2024.   |
| -------------------- | ----- | ----- | ------- | ------- |
| Nombre de personnes: | 0     | 1118  | 1052    | 977     |
| Différence:          |       | –     | -5,90 % | -7,12 % |

| Année:               | 2023. | 2024.   |
| -------------------- | ----- | ------- |
| Nombre de personnes: | 997   | 977     |
| Différence:          |       | -2,00 % |